# Рейнджер-5
Рейнджер-5 (англ. Ranger 5) — американская автоматическая межпланетная станция, запущенная 18 октября 1962 года, с мыса Канаверал ракетой-носителем Атлас-Аджена B. Аппарат был идентичен своим предшественникам — Рейнджеру-3 и Рейнджеру-4. Рейнджер-5 нёс на себе капсулу, которая содержала гамма-спектрометр и магнитный сейсмометр. Капсулу массой 42,6 кг планировалось сбросить в районе Океана Бурь и проводить исследования в течение 30 суток.
Запуск аппарата считается неудачным, причина тому — выход из строя панелей солнечных батарей, из-за чего аппарат был вынужден питаться накопившемся зарядом аккумулятора. Через 4 часа после полной разрядки аккумулятора функционирование оборудования прекратилось. До разрядки аккумулятора были получены данные о γ-лучах.

## Цели

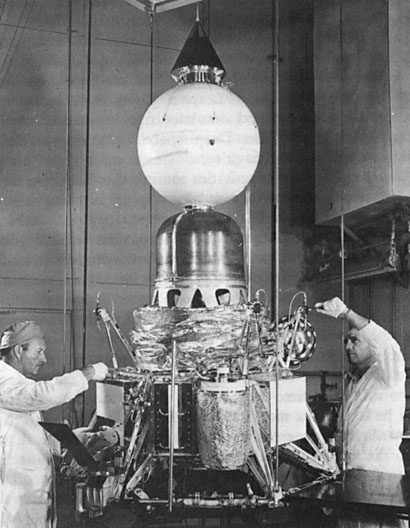
Второй блок Рейнджера-5.

Научные задачи были аналогичны задачам своих предшественников — Рейнджера-3 и Рейнджера-4:
- Получение телевизионных изображений лунной поверхности при подлете к Луне.
- Регистрация сейсмических колебаний поверхности Луны.
- Регистрация гамма-излучения.
- Определение концентрации радиоактивных элементов в лунных породах по гамма-излучению.
- Изучение характеристик поверхности Луны.
- Изучение характера отражения сигналов радиолокационного альтиметра от поверхности Луны.

## Устройство
Рейнджер-5 был идентичен своим предшественникам — Рейнджеру-3 и Рейнджеру-4. На основании аппарата была закреплена капсула с приборным контейнером, научной аппаратурой, служебным и вспомогательным оборудованием, обеспечивающим отделение капсулы от аппарата и прилунение контейнера. В верхней части контейнера располагалась всенаправленная антенна, а на боковой поверхности установлена телевизионная камера.
Суммарная масса аппарата составляет 342,5 кг (в том числе каркас — 36 кг, капсула — 42,6 кг). Высота аппарата — 3,12 метров, размах развёрнутых солнечных батарей составляет 5,18 метров.
Аппарат питается от 2 панелей солнечных батарей общей площадью 1,8 м² с 8680 ячейками фотоэлектрических элементов суммарной мощностью 135 Вт. Масса панелей солнечных батарей составляет 19 кг. Электроэнергия накапливается в Серебряно-цинковом аккумуляторе весом 11 кг и ёмкостью 1000 Вт·час. Спускаемая капсула питается от 6-ти серебряно-кадмиевых аккумуляторов находящихся в приборном отсеке.

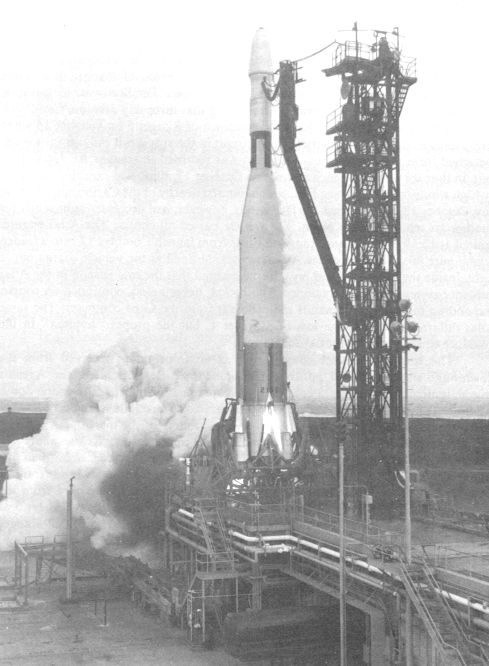
Запуск ракеты-носителя Атлас-Аджена B c «Рейнджером-5» на борту, 18 октября 1962 года.

Система ориентации включает 6 датчиков направленных на Солнце и 3 датчика направленных в сторону Земли. Маневрирование аппарата осуществляется 10 реактивными соплами, работающих на гидразине. Топливо хранится в резиновом бачке под давлением 210 кг/см², помещенном в герметичный контейнер. Датчики и управляющие реактивные сопла размещены в нижней части основания аппарата.
Система связи включает направленную антенну с высоким коэффициентом усиления, с параболическим отражателем диаметром 1,2 м, смонтированным на штанге и прикрепленным к основанию аппарата.
Лунная капсула и приборный контейнер, представляют собой контейнер сферической формы диаметром 30,5 см помещенным в амортизирующую радиопрозрачную оболочку из бальзового дерева диаметром 63,5 см, пространство между контейнером и оболочкой заполнено маслом. Плавающий в масле контейнер примерно через 20 мин после удара о поверхность Луны устанавливается неподвижно внутри оболочки антенной вверх. После прилунения из оболочки выбиваются 2 заглушки после чего масло вытекает на поверхность.
Для поддержания внутри контейнера определенной температуры, использовалось кипячение дистиллированной воды весом 1,7 кг. По изменению температуры в контейнере предполагалось определить температуру поверхности Луны. В контейнере был размещён сейсмометр, 6 серебряно-кадмиевых аккумуляторов, передатчик и сама антенна.
Аппарат проходил термическую и предстартовую стерилизацию.

## Полёт
Запуск аппарата состоялся 18 октября 1962 года с мыса Канаверал ракетой-носителем Атлас-Аджена B. Полёт ракеты-носителя проходил по программе, близкой к расчетной. Вскоре после запуска вышли из строя панели солнечных батарей, из-за чего аппарат был вынужден питаться накопившемся зарядом аккумулятора. Через 4 часа после полной разрядки аккумулятора функционирование систем прекратилось. 21 октября 1962 года аппарат совершил неуправляемый пролёт мимо Луны на расстоянии 725 км и в настоящее время он находится на гелиоцентрической орбите вокруг Солнца. До разрядки аккумулятора были получены данные о γ-лучах. 

### Причины неудачи
Возможные причины, приведшие к отказу солнечных элементов: 
- Воздействие искусственного пояса радиации, возникшего в результате высотного-ядерного взрыва, проведенного США 9 июля 1962 года (тротиловый эквивалент заряда — 1,4 Мгт, высота взрыва 1000 км, увеличение показаний счетчика радиации в 100 раз).
- Отказ системы ориентации панелей с солнечными элементами.
- Механические повреждения солнечных элементов на этапе сборки.
- Повреждение солнечных элементов во время стерилизации.

## Интересные факты
- Общие затраты на создание и запуск Рейнджера-5 составили 15 млн. долл.

## Галерея

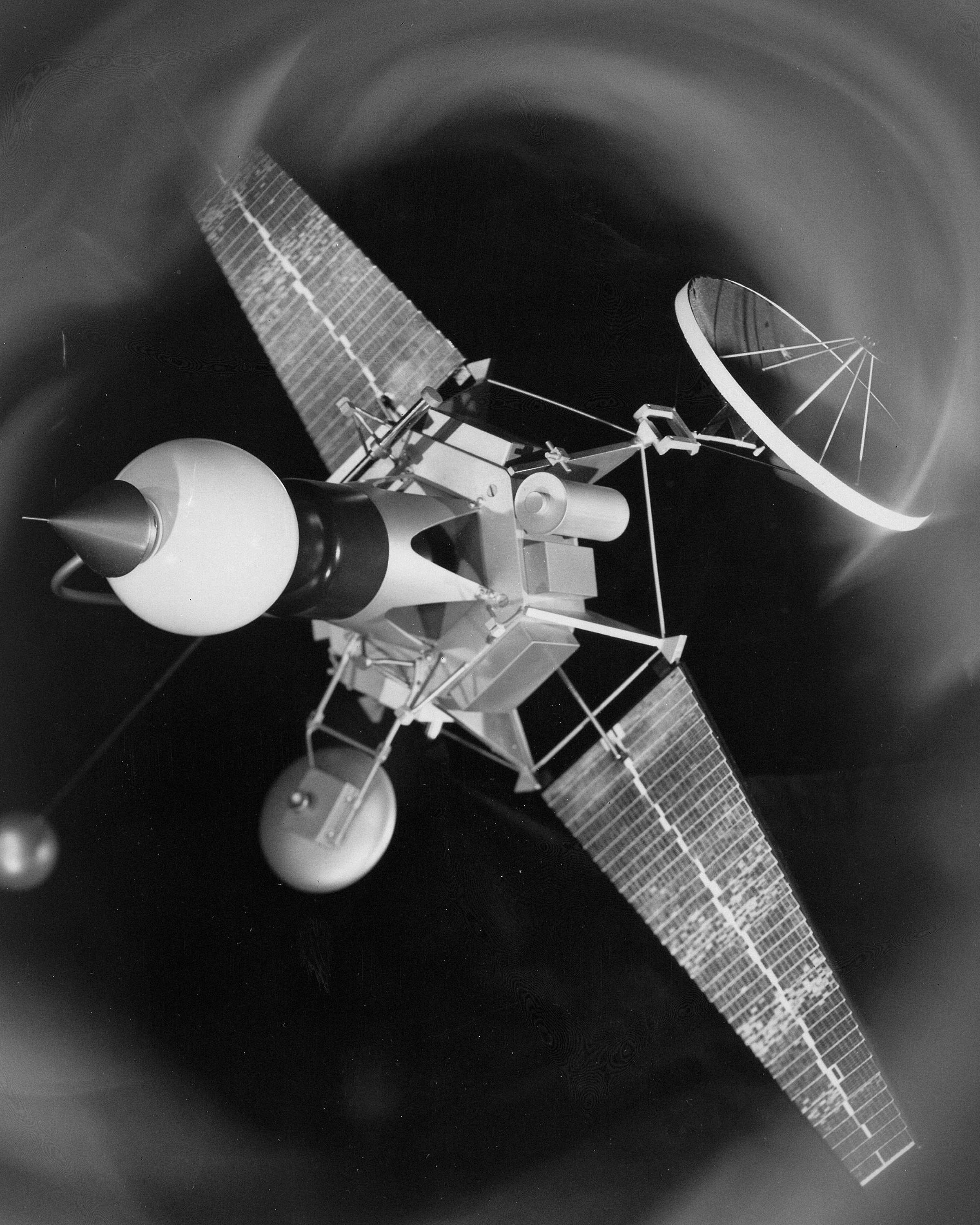
Полёт Рейнджера-5 в представлении художника
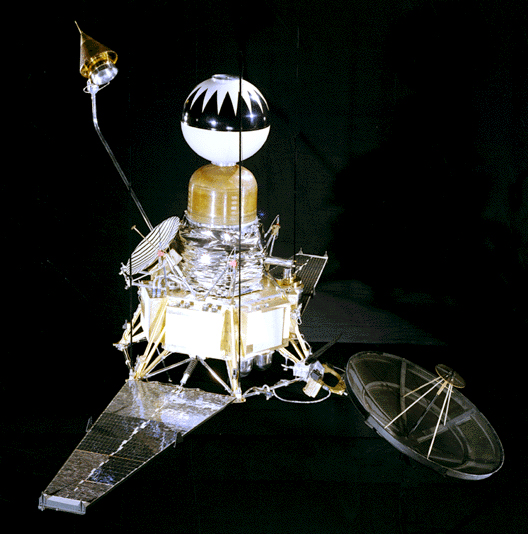
Рейнджер-5